# 국가평의회 (핀란드)

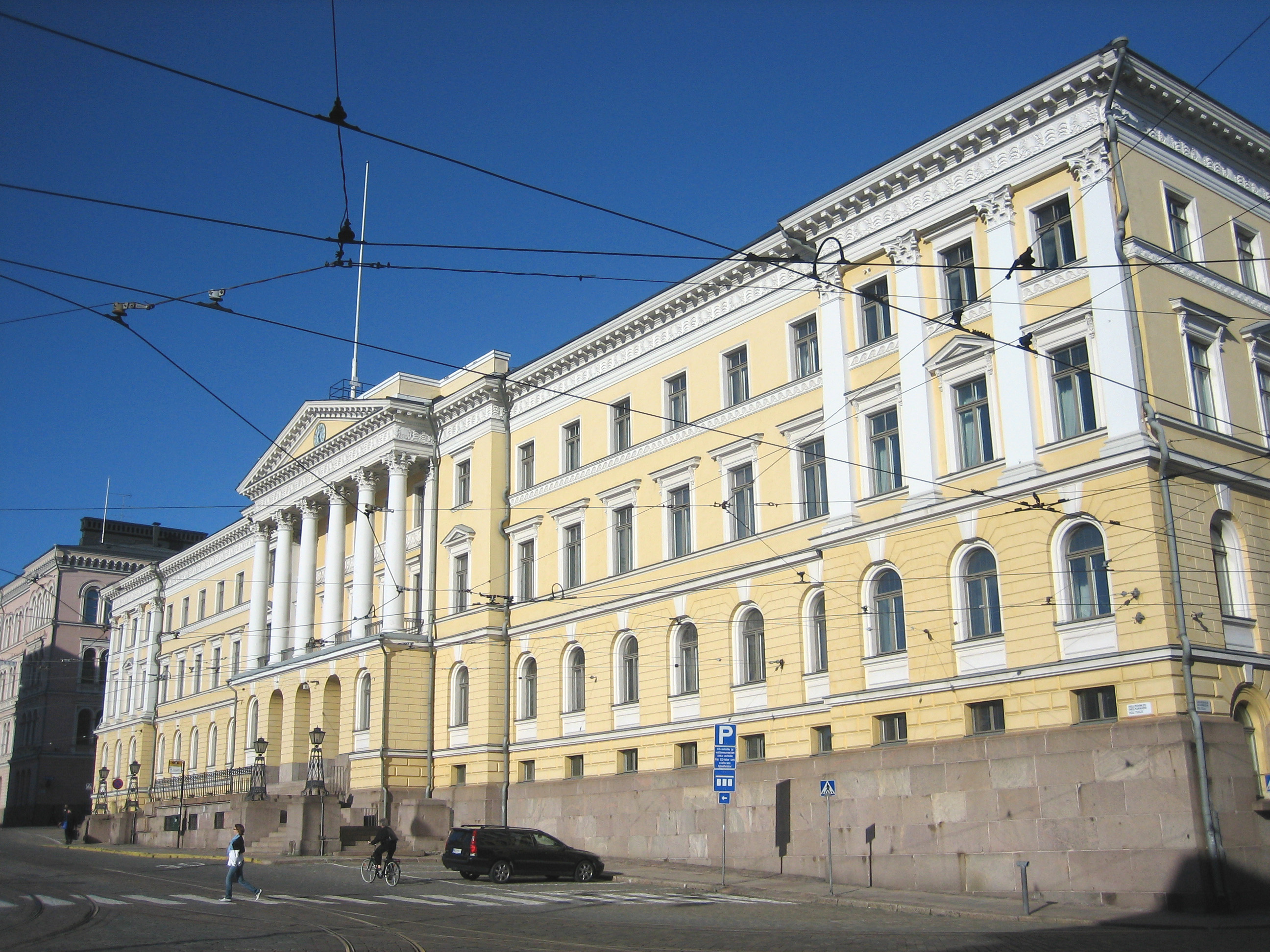

국가평의회(핀란드어: valtioneuvosto 발티오네우보스토[*], 스웨덴어: statsrådet 스트라스로데트[*])는 핀란드 정부를 직접적으로 이루는 기관이다. 흔히 내각(핀란드어: hallitus 할리투스[*])이라고도 하지만 공식적인 정확한 표현은 아니다.
국가평의회는 의회에 책임을 지며, 국가평의회에 딸린 여러 정부부처들이 의회, 사법부와 함께 핀란드의 3부기관을 이룬다. 2000년 헌법에 따르면 평의회를 구성하는 각료들은 공식적으로는 대통령에 의해 임명되지만 일상적 업무는 총리가 수행한다.
1918년 핀란드 독립선언 이후 핀란드 대공국의 식민지배 기관이었던 원로원이 재조직되어 국가평의회로 개칭된 것이 그 시초이다. 원로원은 러시아 식민지 시절 핀란드의 행정부이자 사법부였는데, 행정과 사법을 분리하여 국가평의회는 행정만을 맡도록 하였다.
가장 최근의 핀란드 헌법 개정판(2000년)에 따르면 외무에 관한 권력은 대통령에게 주어지나, 이 "외무"라는 것의 정의가 매우 협소하기에 유럽 연합의 결정에 대한 영향력 행사, 국제 조약, 선전포고 등은 의회의 권한이지 대통령의 권한이 아니다.
국가평의회의 현안은 보통 평의회에 딸린 각 정부부처에서 돌보며, 보다 중요하고 포괄적인 사안일 때는 정족수 5명의 각료가 모인 총회에서 결정한다. 현재 국가평의회에 입각한 내각은 2015년 성립된 시필래 내각이다.

## 산하 부처
| 부처         | 약칭          | 핀란드어                                                                       | 스웨덴어                                           | 소관 각료                                     |
| ------------ | ------------- | ------------------------------------------------------------------------------ | -------------------------------------------------- | --------------------------------------------- |
| 국가평의회청 | 베앤코(VNK)   | 핀란드어: valtioneuvoston kanslia 발티오네우보스톤 칸슬리아[*]                 | 스웨덴어: statsrådets kansli [*]                   | 총리                                          |
| 외무부       | 우앰(UM)      | 핀란드어: ulkoasiainministeriö 울코아시아인미니스테리외[*]                     | 스웨덴어: utrikesministeriet [*]                   | 외무장관 무역개발장관 북유럽협력장관 유럽장관 |
| 법무부       | 오앰(OM)      | 핀란드어: oikeusministeriö 오이케우스미니스테리외[*]                           | 스웨덴어: justitieministeriet [*]                  | 법무장관                                      |
| 내무부       | 앳새앰(SM)    | 핀란드어: sisäministeriö 시새미니스테리외[*]                                   | 스웨덴어: inrikesministeriet [*]                   | 내무장관                                      |
| 방위부       | 페앨앰(PLM)   | 핀란드어: puolustusministeriö 푸올루스투스미니스테리외[*]                      | 스웨덴어: försvarsministeriet [*]                  | 방위장관                                      |
| 재무부       | 베앰(VM)      | 핀란드어: valtiovarainministeriö 발티오바라인미니스테리외[*]                   | 스웨덴어: finansministeriet [*]                    | 재무장관 지방개혁장관                         |
| 문교부       | 오코앰(OKM)   | 핀란드어: opetus- ja kulttuuriministeriö 오페투스 야 쿨투리미니스테리외[*]     | 스웨덴어: undervisnings- och kulturministeriet [*] | 교육장관 문화체육장관                         |
| 농림부       | 앰앰앰(MMM)   | 핀란드어: maa- ja metsätalousministeriö 마 야 메채탈로우스미니스테리외[*]      | 스웨덴어: jord- och skogsbruksministeriet [*]      | 농림장관                                      |
| 교통통신부   | 앨베앰(LVM)   | 핀란드어: liikenne- ja viestintäministeriö 리케네 야 비에스틴태미니스테리외[*] | 스웨덴어: kommunikationsministeriet [*]            | 교통통신장관                                  |
| 노동경제부   | 테에앰(TEM)   | 핀란드어: työ- ja elinkeinoministeriö 튀외 야 엘린케이노미니스테리외[*]        | 스웨덴어: arbets- och näringsministeriet [*]       | 경제장관 노동장관                             |
| 사회보건부   | 앳새테앰(STM) | 핀란드어: sosiaali- ja terveysministeriö 소시알리 야 테르베위스미니스테리외[*] | 스웨덴어: social- och hälsovårdsministeriet [*]    | 사회보건장관 가족복지장관                     |
| 환경부       | 위앰(YM)      | 핀란드어: ympäristöministeriö 윔패리스퇴미니스테리외[*]                        | 스웨덴어: miljöministeriet [*]                     | 환경장관 주거장관                             |

## 같이 보기
- 핀란드의 정치
- 핀란드 국회
- 핀란드 내전